# Brezovica pri Metliki
Brezovica pri Metliki est une localité de Slovénie.
Brezovica pri Metliki est située dans la commune de Metlika, au sud-est du pays, et est frontalière de la Croatie. En 2002, elle comptait 57 habitants.